# Visigoti
I Visigoti furono un popolo germanico di origine scandinava, appartenente alla tribù dei Goti. Furono tra quei popoli barbari che, con le loro migrazioni, contribuirono alla crisi e alla caduta dell'Impero romano d'Occidente. Dopo la fine dell'impero i Visigoti giocarono un ruolo molto importante nello scacchiere europeo per altri due secoli e mezzo.
Il nome Visigoti vuol dire "Goti nobili" (Wi si in gotico vuol dire "degni" o "nobili"); furono comunque anche citati come Goti dell'Ovest (dal tedesco Westgoten), mentre i Goti che si erano stanziati lungo il bacino del Dnepr furono detti Ostrogoti (Goti dell'Est, dal tedesco Ostgoten).

## Storia dei Visigoti
La storia dei Visigoti ha inizio, come storia del popolo autonomo e non più come parte della famiglia gotica indifferenziata, dopo la metà del III secolo sul confine nordorientale dell'Impero Romano, sulla sponda sinistra del Danubio, in quella regione che era stata parte dell'impero ed era conosciuta come Dacia. Nel 332 i Visigoti, che erano stanziati tra la Moldavia e la Valacchia, sfondarono il Limes, ma furono sconfitti dall'imperatore Costantino. Tuttavia, invece di rientrare nelle loro basi secondo la modalità consueta delle invasioni barbariche del III secolo, furono accolti dall'imperatore all'interno dell'Impero Romano, in seguito a un accordo che li impegnava, in cambio del territorio ottenuto, a difenderne i confini. Da allora rimasero in pace fino a quando nel 367, condotti da Atanarico, entrarono in contatto con l'Impero Romano, appoggiarono l'usurpazione di Procopio contro l'imperatore Valente e pianificarono una rivolta.

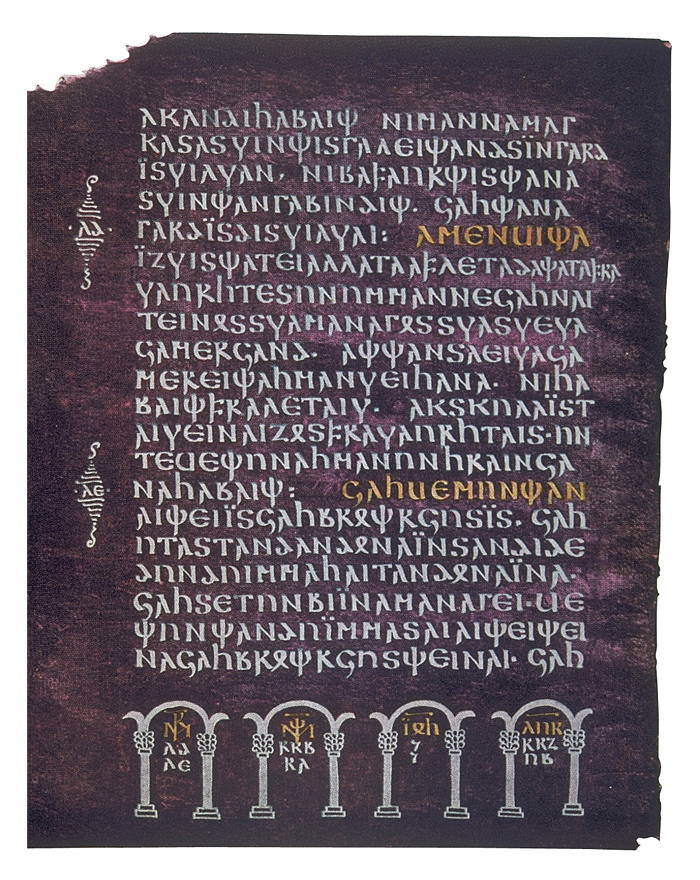
La Bibbia di Ulfila (Codex Argenteus)

Nel 369 l'imperatore romano Valente, attraversato il Danubio, li sconfisse, ma Atanarico riuscì a negoziare una pace favorevole per i Goti, grazie al fatto che si era ritirato sui Carpazi. Fu allora siglata una tregua che sospendeva i precedenti rapporti di collaborazione basati sui sussidi (o tributi) offerti dai Romani in cambio di contingenti mercenari, stabilità nella regione e scambi commerciali. La maggior parte dei Visigoti era pagana della tradizione mitologica scandinava, e aveva come capo Atanarico, mentre una parte si era convertita al Cristianesimo, per la precisione al credo ariano, promosso da Ulfila, e faceva capo a Fritigerno, per cui i Visigoti fecero capo ai due condottieri. Lo stesso vescovo Ulfila aveva intrapreso la traduzione della Bibbia, che divenne così il primo testo in lingua gotica e la più estesa testimonianza delle lingue germaniche antiche.

### Accolti nell'Impero Romano
Nel 375, incalzati dagli Unni che, giunti nel frattempo in Europa, avevano sconfitto gli Alani e sottomesso i Goti dell'Est o Greutungi, li avevano scacciati dalla loro regione d'insediamento tra il Danubio e il Mar Nero. I Tervingi, parte dei quali si era ritirata in Transilvania con Atanarico, dopo avere perso gran parte delle loro ricchezze, decisero di passare con Fritigerno e chiedere asilo a Valente, accalcandosi in duecentomila tra le foci del Danubio, la Mesia e la Tracia (376). Secondo gli accordi i Goti sarebbero stati coscritti nell'esercito romano e a loro sarebbe stata concessa piena cittadinanza, ma in realtà non accadde niente di tutto questo. Anche i Greutungi, senza essere invitati, erano entrati nei confini dell'Impero. La presenza di troppe persone in un'area ristretta, come la provincia della Mesia, che era stata loro assegnata portò a una penuria di cibo, che causò l'inizio delle ostilità tra Romani e Goti.

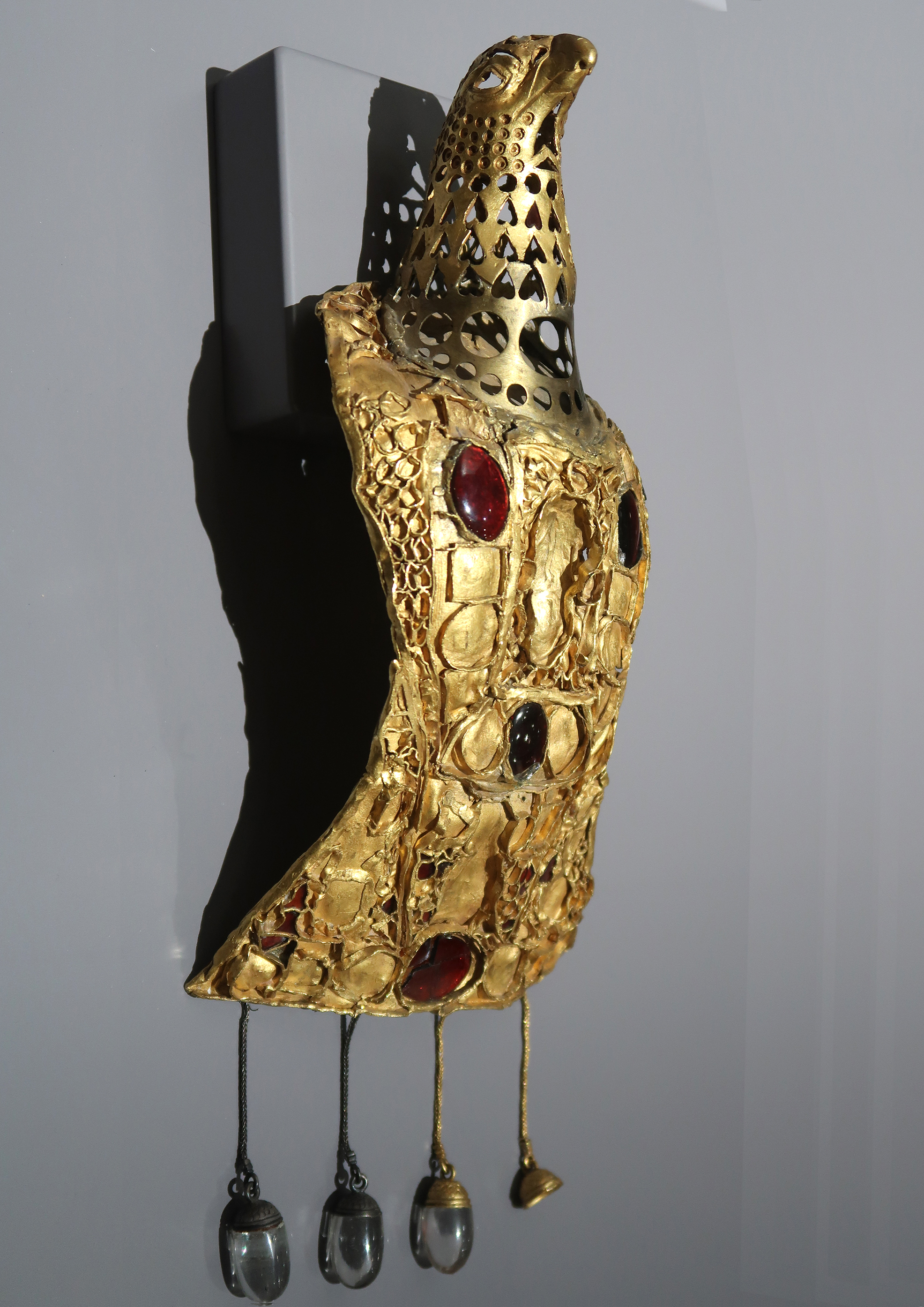
Il Tesoro di Pietroasele ritrovato a Pietroasele, Romania, composto di oggetti gotici, alcuni manufatti in oro

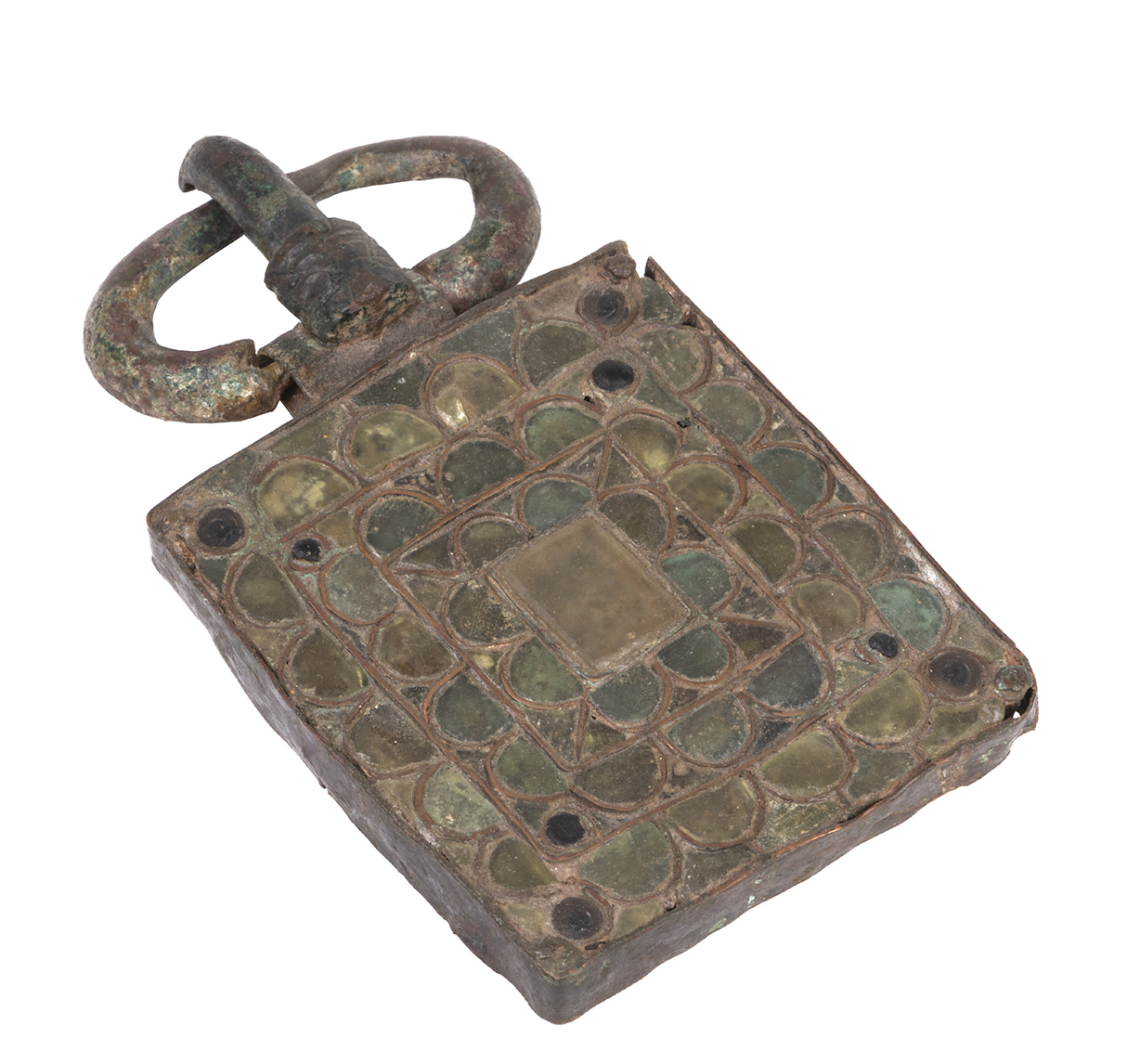
Fibula visigota

L'accoglienza fu concessa, ma malamente gestita: i Goti furono spogliati delle armi e privati dei bambini, consegnati come ostaggi, ma non venne adeguatamente assicurato l'approvvigionamento alimentare. La fame e gli stenti spinsero i Tervingi, guidati da Fritigerno alla rivolta: si unirono agli Greutungi che avevano a loro volta passato il Danubio e insieme sconfissero un esercito romano a Marcianopoli. Mosse allora contro i Germani lo stesso imperatore che, nella battaglia di Adrianopoli (378), subì una disastrosa sconfitta, tanto da cadere egli stesso sul campo. La battaglia di Adrianopoli fu il momento culminante di una serie di scontri che si combatterono pressoché ininterrottamente, nelle province romane di area balcanica, fino al 382, noti come Guerra gotica. I Goti invasero la Tracia e saccheggiarono i Balcani, arrivando sino in Grecia, ma alla fine ottennero soltanto un successo parziale. Atanarico riuscì a negoziare una pace, nel 381, con il nuovo imperatore Teodosio I, e ottenne che i Visigoti divenissero alleati ufficiali di Roma, che concesse loro una autonomia che prima mai era stata concessa alle nazioni sottomesse dai romani e la possibilitàdi stabilirsi nella regione dei Balcani. La pace fu ratificata solo l'anno dopo, nel 382, dai nuovi capi dei Visigoti, tra cui Fravita, e il trattato valse fino alla morte di Teodosio nel 395. Ai Visigoti, cui fu riconosciuto lo status di foederati, venne assegnata la Tracia settentrionale (province di Scythia e di Moesia Minor), ma una parte di essi fu insediata in Macedonia. Secondo la concezione del diritto germanico, i capi goti si ritenevano vincolati ai patti solo in forma individuale, e non già "statale".
Nel 390 un giovane principe della dinastia dei Balti, il ventenne Alarico, guidò i Visigoti, gli Unni e altre tribù provenienti dalla sponda sinistra del Danubio nell'invasione della Tracia, saccheggiandola; l'imperatore romano, Teodosio I, nel 391, intervenne personalmente, ma cadde in un'imboscata sul fiume Maritsa, dove rischiò la vita. Nel 392 i Visigoti di Alarico vennero circondati sulla Maritsa in Tracia dal generale Stilicone, ma Teodosio li perdonò e li lasciò tornare nella loro provincia rinnovandogli il trattato del 382. Le truppe visigote, alla battaglia del Frigido (tributario del fiume Isonzo), il 5 settembre 394, costituirono l'avanguardia, che subì gravissime perdite, dell'esercito di Teodosio I, ma, alla morte dell'imperatore, il 17 gennaio 395, Stilicone inviò i Visigoti nella loro provincia e non fu più pagato il tributo annuale che Roma versava loro. Questi fatti, secondo almeno Giordane, contribuirono a compromettere la pace che era stata raggiunta tra Goti e Romani e a fare ricominciare le ostilità.

### Inizio della migrazione
I Visigoti, nel 395, proclamato re Alarico, invasero la Tracia, la Macedonia, la Tessaglia, la Beozia e l'Attica; furono fermati dal generale Stilicone, reggente dell'Impero romano d'Occidente, per conto dell'imperatore Onorio, ancora bambino. Ma l'imperatore d'oriente, Arcadio, intimò a Stilicone di rientrare in Occidente, e all'esercito romano-orientale di rientrare a Costantinopoli, lasciando un contingente alle Termopili per difendere la Grecia.
I Visigoti, forse per merito del tradimento, si impossessarono del famoso passo, attraversarono la Beozia e l'Attica, occuparono Il Pireo, e costrinsero Atene alla resa, senza saccheggiarla. Poi si diressero a Eleusi, dove distrussero il tempio di Demetra, determinando la definitiva interruzione delle celebrazioni dei Misteri Eleusini. Nel corso del 396 tutto il Peloponneso fu occupato; Corinto, Argo, Sparta e molti altri siti subirono la violenza e le devastazioni dei Visigoti.
Nel 397 Stilicone sbarcò a Corinto con un esercito e cacciò i Visigoti dall'Arcadia e li accerchiò a Elice. Ma, ancora una volta, richiamato per una rivolta in Africa, fece con loro un'alleanza contro l'impero d'oriente, permettendogli di ritirarsi sulle montagne verso il nord dell'Epiro, dove Arcadio, nel 399, offrì loro del denaro e nominò il loro re, Alarico, magister militum dell'Illirico romano, in pratica governatore militare dell'Epiro già occupato, concludendo così la pace. Alarico approfittò della collaborazione con l'impero d'oriente per rafforzarsi, soprattutto riarmò i Visigoti negli arsenali romani.
I Visigoti, passando da Aemona, nel 401 arrivarono in Italia, e da Aquileia si diressero su Milano, dove si trovava l'imperatore Onorio, ma furono fermati a Pollenzo (402), da Stilicone, che nominò Alarico magister militum, purché lasciasse l'Italia. Dopo essere usciti dall'Italia, i Visigoti non si allontanarono dai confini e, nel 403, rientrarono, assediando Verona, dove vennero sconfitti da Stilicone che li costrinse a rinnovare il patto di alleanza contro l'impero d'oriente e dovettero rientrare in Epiro. Stilicone, dopo averli sconfitti, gli concesse la possibilità di stabilirsi nell'area danubiana e favorì la loro integrazione nell'esercito romano. Ma presto abbandonarono l'Illiria per stabilirsi tra il Norico e la Pannonia, dove rimasero sino alla morte di Stilicone (23 agosto 408).

### Invasione dell'Italia e sacco di Roma
Tra il 400 e il 410 i Visigoti entrarono in Italia e per ottenere una sovvenzione e una provincia in cui stabilirsi, tentarono a più riprese un accordo con l'imperatore Onorio, che era trincerato a Ravenna, finché, spazientiti, ritornarono a Roma (per la terza volta) e, il 24 agosto 410, poco tempo dopo la morte di Stilicone (408), grazie al fatto che la porta Salaria era stata aperta a tradimento, entrarono e la saccheggiarono (Sacco di Roma), per tre giorni.

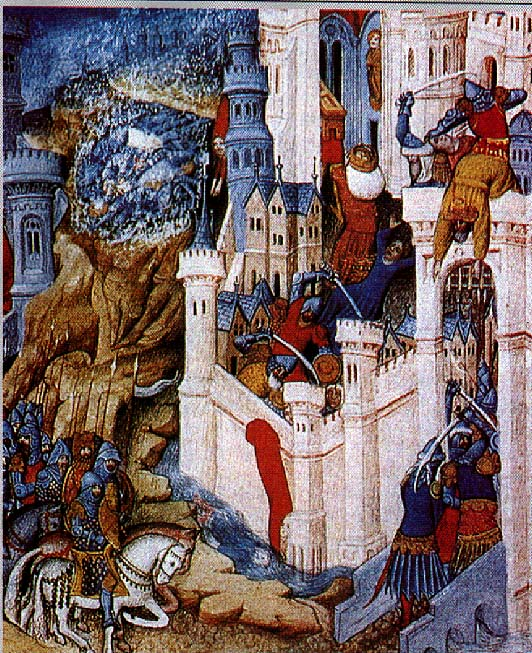
Sacco di Roma per opera dei Visigoti da una miniatura francese del XV secolo

I Visigoti lasciarono Roma carichi di bottino e tentarono di passare in Sicilia, per poi impadronirsi dell'Africa, il granaio dell'Impero. Ma una tempesta disperse e affondò le navi quando erano già in parte cariche e pronte a partire. Allora ripresero la via del nord; ma in Calabria, nei pressi di Cosenza, Alarico si ammalò improvvisamente e morì.

### Arrivo in Gallia

L'Europa nel 451

Il nuovo re, suo fratello Ataulfo, li guidò a ritroso lungo la penisola, fino alla Gallia dove giunsero nel 412. Nella primavera del 412, passando per la via militare che da Torino portava al fiume Rodano attraversarono il Colle del Monginevro. Si stabilirono tra la Provenza e l'Aquitania, e Ataulfo, in un primo tempo, appoggiò l'usurpatore Giovino, poi strinse un patto con Onorio: in cambio di rifornimenti, terre e oro, gli avrebbe consegnato l'usurpatore e avrebbe liberato Galla Placidia, sorella di Onorio fatta prigioniera durante il Sacco di Roma del 410.
Il re visigoto mantenne la parola, ma Onorio non la mantenne, a causa dei problemi dovuti alla rivolta in Nordafrica di Eracliano. Il re visigoto, in risposta, non liberò Galla Placidia e anzi attaccò prima Marsiglia (che gli resistette) e poi occupò Narbona, Tolosa e Bordeaux.
Nel gennaio del 414 Ataulfo sposò Galla Placidia, e grazie all'influenza della moglie, progettò una politica di fusione fra Goti e Romani, affinché la forza dei primi rinforzasse la cultura e il nome dei secondi. Ma il generale Flavio Costanzo bloccò i porti gallici e costrinse i Visigoti ad arretrare prima a Narbona e poi, valicati i Pirenei, a ritirarsi verso la Tarraconense, occupando Barcellona.
Nel 415 i Visigoti tentarono nuovamente di impossessarsi del granaio romano dell'Africa. Ma la flotta visigota fu distrutta da una tempesta durante la traversata da Gibilterra; l'imperatore inoltre aveva inviato un distaccamento militare alle colonne d'Ercole che dissuase i goti.

### Regno visigoto

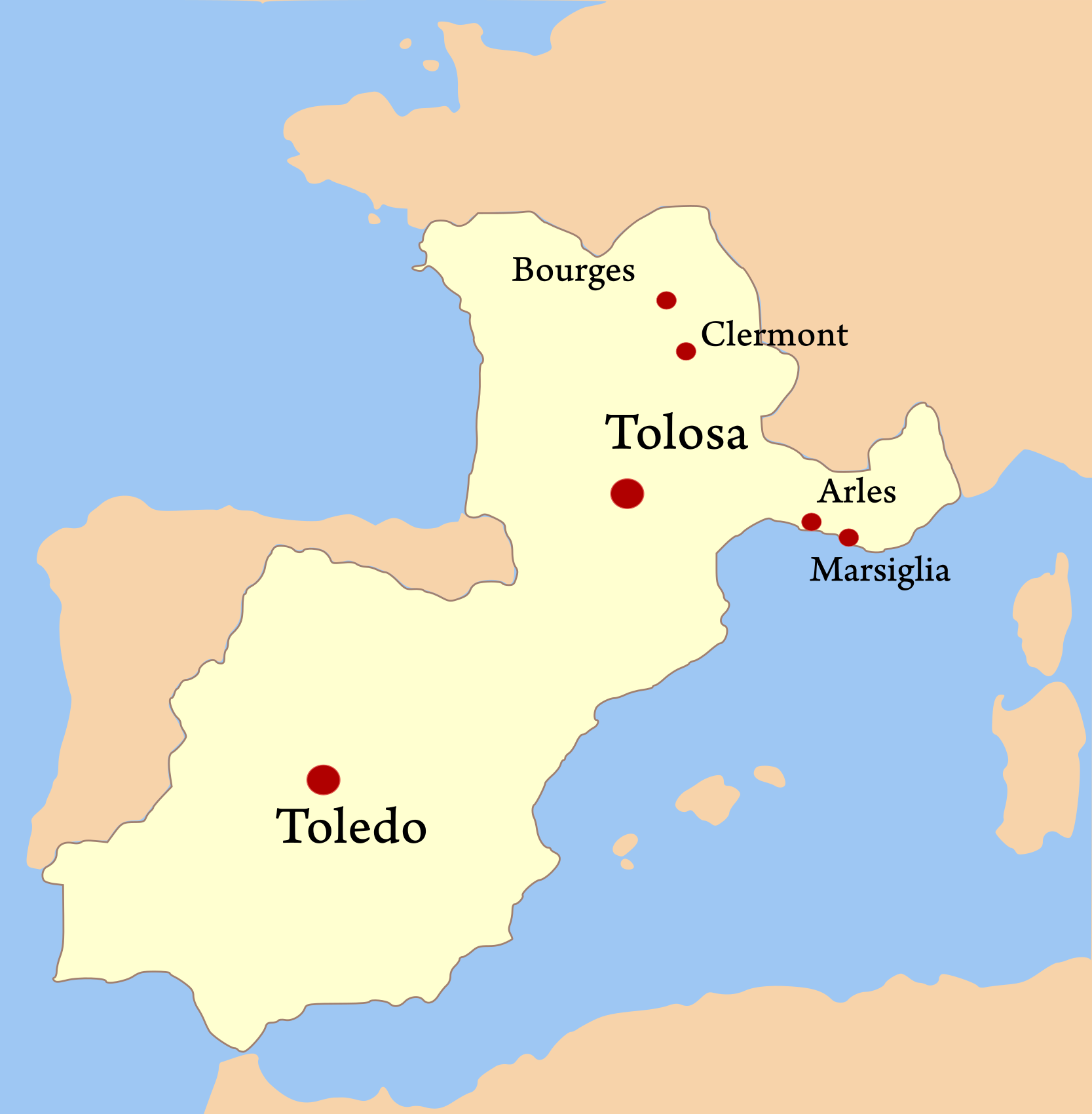
Il regno visigoto nel V secolo

Allora il nuovo re Walia siglò un trattato di pace con il generale Flavio Costanzo; in cambio di 600 000 misure di grano e del territorio della regione d'Aquitania, dai Pirenei alla Garonna, i Visigoti, in qualità di foederati dell'Impero, si impegnavano a combattere in nome dei Romani i Vandali, gli Alani e i Suebi, che nel 406 avevano attraversato il fiume Reno e si erano dislocati nella provincia d'Hispania; le eventuali province recuperate le avrebbero restituite all'Impero. I Visigoti inoltre restituirono Galla Placidia all'imperatore.
Nel 416 i Visigoti invasero l'Hispania, dove tra il 416 e il 418 distrussero i Vandali silingi e sconfissero gli Alani così duramente che rinunciarono di eleggere il successore del defunto re Addac e si posero sotto il governo di Gunderico, re dei Vandali Asdingi, che da allora ebbe il titolo di rex vandalorum et alanorum. E quando, nel 418, si accingevano ad attaccare i Vandali asdingi e i Suebi che si trovavano in Galizia, Costanzo li richiamò in Gallia, permettendo ai Visigoti di stanziarsi nella Valle della Garonna, in Aquitania (l'Aquitania secunda, la zona di Tolosa). Questa donazione venne probabilmente fatta con il contratto di hospitalitas, l'obbligo di ospitare i soldati dell'esercito. La scelta dell'Aquitania come luogo di stanziamento dei Visigoti sembra motivata da ragioni di carattere strategico: infatti era un luogo poco distante sia dalla Spagna occupata in parte dai Barbari, sia dalla Gallia nord-occidentale, dove si erano rivoltati i gruppi autonomisti Bagaudi. Il primo insediamento formò il nucleo del futuro regno visigoto che si sarebbe espanso fin oltre i Pirenei. Walia stabilì la propria corte a Tolosa, che divenne così la capitale visigota per il resto del quinto secolo.
Durante il V secolo i possedimenti dei Visigoti oltre all'Aquitania e alla Provenza si estesero anche alla parte settentrionale della Penisola Iberica. Il secondo grande re visigoto, Eurico, unì le varie fazioni in lotta tra di loro e, nel 475, obbligò il governo romano a garantirgli piena indipendenza. Alla sua morte i Visigoti erano il più potente degli stati che presero il posto dell'Impero romano d'Occidente. I Visigoti divennero anche la potenza dominante in penisola iberica, sconfiggendo velocemente gli Svevi, che mantennero comunque il possesso della Galizia. Tra il 466 e il 480 il re Eurico emanò un codice che da lui prende il nome, seguito pochi anni dopo dalla Lex Romana Visigothorum promulgata da Alarico II.

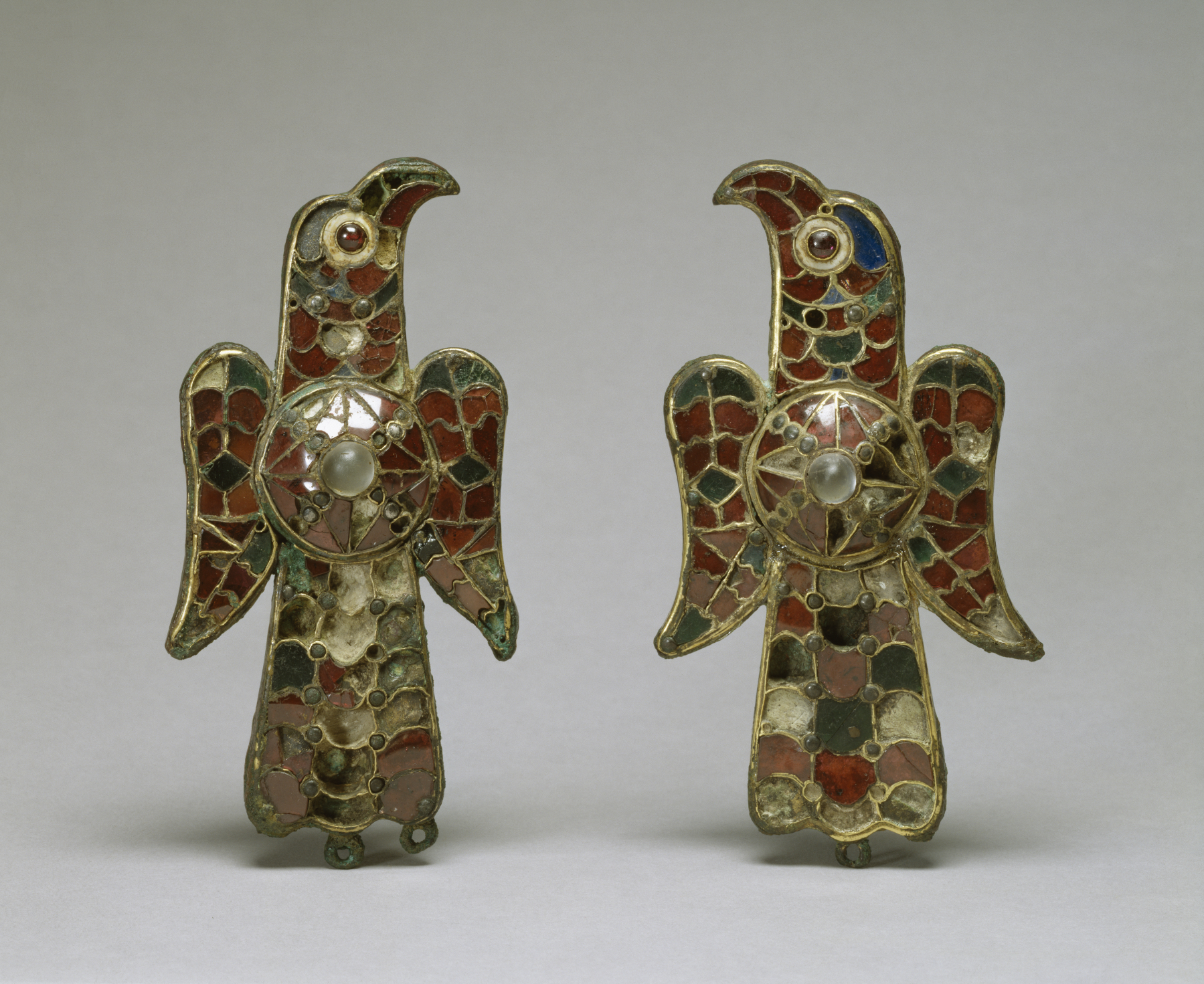
Fibule visigote a forma di aquila, ritrovate nella provincia di Badajoz, Spagna

All'inizio del VI secolo i Visigoti furono sospinti dalla pressione dei Franchi fuori della Gallia (dove mantennero solo la fascia costiera mediterranea, chiamata Settimania) verso la Penisola Iberica, dove diedero vita a una società con una forte eredità politico-amministrativa romana con capitale Toledo. In seguito, dopo la metà del VI secolo, riuscirono a espandersi a danni dei Suebi e del loro regno, ma subirono il tentativo di conquista da parte di Giustiniano I, che per breve tempo strappò loro la Spagna meridionale (grossomodo la Betica e Granada). Il popolo visigoto, seguendo come di consueto la decisione del re, in questo caso Recaredo, si convertì dall'arianesimo al credo niceno nel 589 in occasione del Concilio di Toledo.
Nel corso del VII secolo il potere regale lottò per rafforzarsi e imporre una successione dinastica in opposizione al sistema elettivo, e tutte le decisioni vennero ufficializzate al concilio di Toledo (se ne tennero diciotto). Nel 624 i Visigoti riuscirono a espellere i Bizantini dalla Spagna, unificandola sotto il loro dominio.
Infine all'inizio del VII secolo iniziarono le persecuzioni antiebraiche, che nel corso del secolo si intensificarono, facendo in modo che gli Ebrei (il 10% della popolazione della Penisola Iberica) durante l'invasione araba del 711, si schierassero a fianco degli invasori.
Il regno dei Visigoti cadde a seguito della conquista effettuata dai Mori guidati dagli Arabi tra il 711 e il 713. I Visigoti resistettero, per poco, solo nella provincia Tarraconense (l'ultimo baluardo, Barcino cadde nel 717) e in Settimania, che comunque fu occupata dai musulmani, tra il 720 e il 725.

## Legislazione visigota
I Visigoti accettarono la tradizione giuridica romana, inizialmente l'applicazione della legge era in via del principio della personalità del diritto, cioè ai Romani si applicava la legge romana, ai Visigoti la legge visigota. Nel 475 vi è l'emanazione del Codice Visigoto di Eurico, redatto con diretta assistenza dei giuristi romani. Questo codice fu più tardi affiancato dalla Lex Romana Visigothorum, che verrà emanata nel 506 da Alarico II.
La legislazione visigota fu la più complessa tra le legislazioni barbare e postromane, venne distrutta nel 711 con la conquista musulmana dell'intera Spagna.

## Architettura visigotica

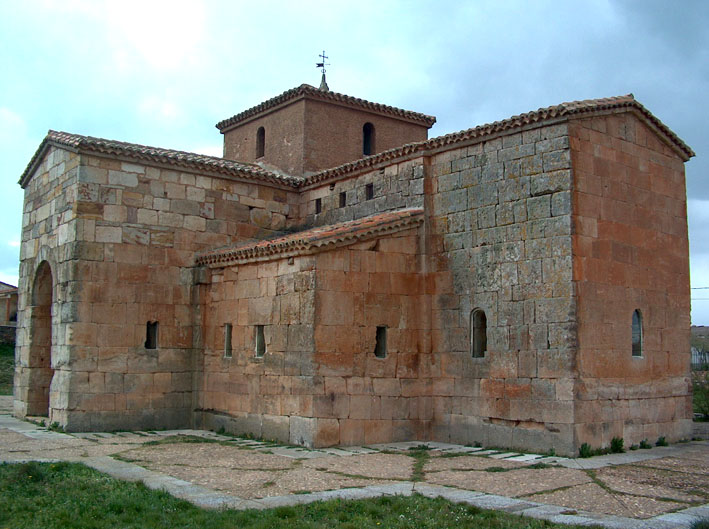
San Pedro de la Nave.

Tra la metà del VII secolo e l'inizio dell'secolo successivo si sviluppa un'architettura ecclesiastica che riprende l'impianto basilicale tradizionale romano e contemporaneamente delinea una tipologia a pianta centrale dalle forme massicce; sono presenti le influenze protobizantine di area egea e siriaca. Tra gli edifici più significativi troviamo le chiese di San Juan de Baños (l'edificio visigoto più antico di cui si sia a conoscenza), San Pedro de la Nave, São Frutuoso de Montelios.

## Cronologia
- 334 – 372: Saba il Goto, o anche Sabbas, o Sava, fu un cristiano che sarebbe stato martirizzato in Dacia durante il regno di Valentiniano I e di Valente. È venerato come santo dalla Chiesa cristiana ortodossa.
- 395: Inizio del regno di Alarico I.
- 401: I Visigoti invadono la Penisola Italica.
- 402: I Visigoti sono sconfitti una prima volta nella Battaglia di Pollenzo dal generale romano di origine vandala Stilicone. Seguirà nel 403 un'altra battaglia a Verona che respingerà i Visigoti verso l'Illiria. Sempre in questo anno la capitale dell'Impero si sposta da Milano a Ravenna, più facilmente difendibile.
- 410: I Visigoti saccheggiano per tre giorni Roma e poi si spostano più a sud per tentare di passare in Sicilia e poi in Nord Africa, ma la flotta affonda e il loro re Alarico I muore a Cosenza. Gli succede il cognato Ataulfo.
- 412: Sotto la guida del nuovo re risalgono la penisola ed entrano in Gallia.
- 415: Con il nuovo re, Walia, i Visigoti ottengono da Roma delle terre in Aquitania e lo statuto di federati.
- 416: Alla guida di Walia entrano in Spagna come federati di Roma per combattere gli altri barbari presenti nella regione, sconfiggendo duramente Vandali e Alani.
- 418: I Visigoti ottengono da Roma altre terre in Aquitania e vengono confermati federati.
- 429: Ezio, vincitore dei Visigoti e dei Franchi viene nominato comandante dell'esercito dell'Impero d'Occidente.
- 451: Attila, re degli Unni, invade la Gallia, ma viene sconfitto dal generale Ezio nella battaglia dei Campi Catalaunici, svoltasi presso l'attuale Troyes. A questa battaglia partecipano, a sostegno dell'esercito romano, anche i Franchi e i Visigoti guidati dal loro re Teodorico I, che vi perde la vita.
- 456: Il re degli Svevi Rechiaro viene sconfitto e ucciso dai Visigoti, che cominciano a espandere il loro regno sulla Penisola Iberica.
- 457: Avito viene eletto imperatore con il sostegno dei Visigoti di Teodorico II.
- 468: Nuova vittoria sugli Svevi in Lusitania che viene conquistata e diviene parte integrante del regno visigoto.
- 470 circa: Viene promulgato il Codice di Eurico.
- 475: I Visigoti controllano ora il Sud-Ovest della Gallia e buona parte della Penisola Iberica, tranne il regno svevo della Galizia. L'imperatore Giulio Nepote accorda ai Vandali i territori conquistati.
- 476: Mentre Odoacre depone l'ultimo imperatore romano d'Occidente, Eurico completa la conquista del sud della Gallia fino ai confini con l'Italia e consolida il suo potere in Spagna.
- 477: I Visigoti tentano l'invasione dell'Italia, ma sono sconfitti da Odoacre, ed è stipulato un trattato, garante l'imperatore d'Oriente, Zenone che, riconoscendo la Provenza ai Visigoti e l'Italia a Odoacre, in pratica spartisce l'Impero romano d'Occidente tra i Visigoti e Odoacre.
- 506: La chiesa dei Visigoti, chiesa cristiana seguace dell'arianesimo tiene un sinodo e il loro re Alarico II tenta un riavvicinamento tardivo con i cristiani conciliari. Nello stesso anno il re promulga una legge per i propri sudditi gallo-romani (Breviario di Alarico o Lex Romana Visigothorum), ispirato dal Codice teodosiano.
- 507: Alarico II viene ucciso nella battaglia di Vouillé presso Poitiers contro i Franchi di Clodoveo I alleati ai Burgundi di Gundobado. I Visigoti perdono buona parte della Gallia e sono spinti verso la Penisola Iberica, dove trasferiscono il loro Regno, mantenendo la Lex Romana Visigothorum e portano la nuova capitale provvisoriamente a Barcino (l'attuale Barcellona), la nuova capitale sarà Narbona.
- 508: L'intervento di Teodorico il Grande re degli Ostrogoti nel sud della Gallia, respinge Franchi e Burgundi a nord, mantenendo al regno dei Goti la Provenza e la Settimania. Egli assume la reggenza del regno visigoto in nome del giovane nipote Amalarico.
- 525: Teodorico il Grande imprigiona il Papa dopo che questi non riesce a mediare tra i Visigoti e Bisanzio.
- 531: Teudi sposta la capitale da Narbona a Barcino.
- 541: Vittoria, ai Pirenei, sui Franchi in fuga dopo avere saccheggiato Pamplona e la Navarra.
- 541: I Franchi tentano di sfondare nel Nord della Spagna ma vengono respinti a Saragozza.
- 545 circa: la capitale viene portata a Toledo.
- 554: Inizio del regno di Atanagildo alleato con Bisanzio contro il suo predecessore Agila I.
- 585: Leovigildo conquista il regno degli Svevi a Nord-Ovest della Spagna e controlla quasi completamente la penisola.
- 586: Muore Leovigildo l'ultimo re visigoto ariano.
- 587: Recaredo I annuncia la sua conversione dall'arianesimo al credo niceno.
- 589: Recaredo I impone il credo niceno ai suoi sudditi al concilio di Toledo e mette così fine ufficialmente all'arianesimo che non viene più tollerato nel regno visigoto.
- 612: Il re Sisebuto, il 1º luglio inasprisce le sanzioni contro gli Ebrei, applicando la lex Romana di Alarico II, mai applicata prima.
- 629: Il re Suintila, dal 629, fu il primo re visigoto di totius Spaniae, dopo avere completato la conquista della provincia bizantina.
- 654: Il re Reccesvindo promulga un codice ispirato ai fueros, consuetudini visigote di origine romana che istituisce una totale parità tra i suoi sudditi, e che il padre Chindasvindo, con l'assistenza di Braulio, vescovo di Saragozza, aveva cominciato a elaborare alcuni anni prima; la raccolta, detto codice di Reccesvindo (lex Reccesvindiana) o Liber Judiciorum oppure Forum Judiciorum, sostituì il celebre Lex Romana Visigothorum o Breviario di Alarico, che regolava i diritti degli Ibero-Romani e il codice di Leovigildo, che regolava i diritti dei Visigoti, con un ordinamento giuridico unico che era più vicino al vecchio codice del diritto romano e un po' meno al codice germanico.
- 672: il re Vamba si fece consacrare, tramite l'unzione sacra dall'arcivescovo di Toledo; fu il primo re d'origine «barbara» in occidente a farsi consacrare, imitato, circa 80 anni dopo, dal re dei Franchi Pipino il Breve, per legittimare il suo potere.
- 681: Il conte Ervige subentra al re Vamba e prende il potere.
- 687: Inizio del regno del re Egica.
- 694: Grande persecuzione contro gli Ebrei del Sud della penisola, ritenuti complici dei musulmani dell'Africa del Nord (che avevano iniziato le incursioni nella Betica).
- 698: il califfo omayyade, ʿAbd al-Malik ibn Marwān, nomina governatore del Nord Africa il generale yemenita, Musa ibn Nusayr, che portò a termine la conquista dei territori berberi e attrezza una flotta per la futura conquista delle isole Baleari, possedimento bizantino.
- 709 o 710: Deposizione del re Witiza da parte di Rodrigo con susseguente guerra civile.
- 711: Invasione islamica e fine del regno dei Visigoti dopo la Battaglia del Guadalete.
- 717: L'ultimo re Ardo deve abbandonare Barcellona e ritirarsi in Settimania.
- 721: Morte di Ardo e caduta di Narbona.
- 725: I musulmani, in prevalenza berberi (volgarmente chiamati nelle cronache cristiane Mori), completano l'occupazione della Settimania.